# فيسا ماتي لويري
فيسا ماتـّي لويـْري (Vesa-Matti Loiri؛ (4 يناير 1945 - 10 أغسطس 2022)، هو ممثل وموسيقي وكوميدي فنلندي، اشتهر بأداءه لشخصية أونو تورهابورو التي جسـّدها في 20 فيلماً بين عامي 1973 و2004.
أصبح لويري ممثلاً في عام 1962 بدور في فيلم «الأولاد» (Pojat) من إخراج ميكو نيسكانن. أغلب أعمال لويري كانت مع سبيدي باسانن. في سنة 2005 لعب دور البطولة بفيلم «ظل النسر» (Kaksipäisen kotkan varjossa) من إخراج تيمو كويفوسالو. توجد ستة أفلام من بطولة لويري في قائمة أعلى الأفلام المحلية إيراداً في فنلندا. وصل المبلغ الإجمالي للتذاكر المباعة لرواد هذه الأفلام الستة 3.715.948 يورو.
كموسيقي، غني لويري من ألحان برتو هييتانن، ومن أشعار إينو لينو، وأغاني كارل ميكايل بلمان ويوها فاينو. يعزف لويري أيضاً الفلوت، وهي موهبة استخدامها ليمثل فنلندا في مسابقة الأغنية الأوروبية 1980 في لاهاي هولندا بأغنية «عازف الفلوت» (Huilumies) المهداة لفلوته. بيع له ما يقرب من مليون ألبوم في فنلندا، وتحصل على 11 جوائز ذهبية و 9 جوائز البلاتينية.
أدى صوت الجني في النسخة الفنلندية من فيلم علاء الدين لشركة ديزني، كما أدى موسيقى أغنية «صديق مثلي» (Friend Like Me).
قضى لويـِري أيضاً قسطاً من حياته مهتماً بالرياضة. في لعبة البلياردو، شغل منصب رئيس الاتحاد الفنلندي للبلياردو لسنوات عديدة.

## روابط خارجية
- فيسا ماتي لويري على موقع IMDb (الإنجليزية)
- فيسا ماتي لويري على موقع ألو سيني (الفرنسية)
- فيسا ماتي لويري على موقع ميوزك برينز (الإنجليزية)
- فيسا ماتي لويري على موقع أول موفي (الإنجليزية)
- فيسا ماتي لويري على موقع قاعدة بيانات الأفلام السويدية (السويدية)
- فيسا ماتي لويري على موقع أول ميوزيك (الإنجليزية)
- فيسا ماتي لويري على موقع ديسكوغز (الإنجليزية)
- فيسا ماتي لويري على موقع قاعدة بيانات الفيلم (الإنجليزية)
- فيسا ماتي لويري على موقع كينوبويسك (الروسية)